# Porrhoclubiona genevensis
Porrhoclubiona genevensis – gatunek pająka z rodziny aksamitnikowatych. Zamieszkuje Makaronezję i palearktyczną Eurazję, od Półwyspu Iberyjskiego po Chiny.

## Taksonomia
Gatunek ten opisany został po raz pierwszy w 1866 roku przez Ludwiga C.C. Kocha pod nazwą Clubiona genevensis. Do rodzaju Porrhoclubiona przenieśli go w 2018 roku Jurij Marusik i Michaił Omelko.

## Opis
Pająk ten osiąga od 3 do 5 mm długości ciała. Karapaks zmierzony u 4 samców miał od 1,42 do 1,82 mm długości i od 1,05 do 1,28 mm szerokości, zaś u 11 samic od 1,44 do 1,78 mm długości i od 0,98 do 1,16 mm szerokości. Ubarwienie karapaksu jest żółtawobrązowe z ciemniejszym przodem. Szczękoczułki są rudobrązowe lub ciemnobrązowe. Sternum ma kolor żółtawobrązowy. Odnóża są żółte lub żółtawobrązowe z ciemniejszymi stopami. Opistosoma (odwłok) ma wierzch jasnożółtawy do żółtego z wąskim, brązowawofioletowym znakiem pośrodku i około sześcioma ciemnymi szewronami z tyłu, zaś boki brązowo nakrapiane.
Nogogłaszczki samca mają cymbium z pędzelkami małych szczecinek w częściach retrolateralnej i nasadowej, a golenie o zakrzywionym odsiebnym odcinku krawędzi retrolateralnej i z niską, osadzoną w brzusznym narożniku apofizą retrolateralną o długości połowy goleni i zaokrąglonym wierzchołku. Cienki i bardzo długi embolus wychodzi z prolateralnej strony tegulum, zakrzywia się łukowato wokół wierzchołka alweolusa, przechodzi wzdłuż strony retrolateralnej cymbium i kończy się na małej, błoniastej, dosiebnej powierzchni tegulum. Ponadto aparat kopulacyjny samca odznacza się brakiem apofizy tegularnej i konduktora.
Płytka płciowa samicy ma nerkowaty przedsionek z otworami kopulacyjnymi położonymi na bruździe epigastrycznej i odseparowanymi od siebie krótką przegrodą. Skierowane bocznie przewody kopulacyjne robią pętle i wchodzą do zesklerotyzowanych, zaokrąglonych zbiorników nasiennych pierwotnych, które z kolei mają przewody zapładniające. Wtórne zbiorniki nasienne są cienkościenne.

## Występowanie i ekologia
Pająk znany z Azorów i kontynentalnej Portugalii, Hiszpanii, Wielkiej Brytanii, Francji, Belgii, Holandii, Niemiec, Szwajcarii, Liechtensteinu, Austrii, Włoch, Słowenii, Chorwacji, Danii, Szwecji, Łotwy, Polski, Czech, Słowacji, Węgier, Ukrainy, Rumunii, Bułgarii, Serbii, Czarnogóry, Albanii, Grecji, Rosji, Armenii, Azerbejdżanu, Azji Środkowej i Chin. Zamieszkuje suche i piaszczyste siedliska, gdzie bytuje pod kamieniami, w ściółce, wśród krzewinek i porostów. Dojrzałe osobniki spotyka się od marca do września.